# Kühkopf-Knoblochsaue

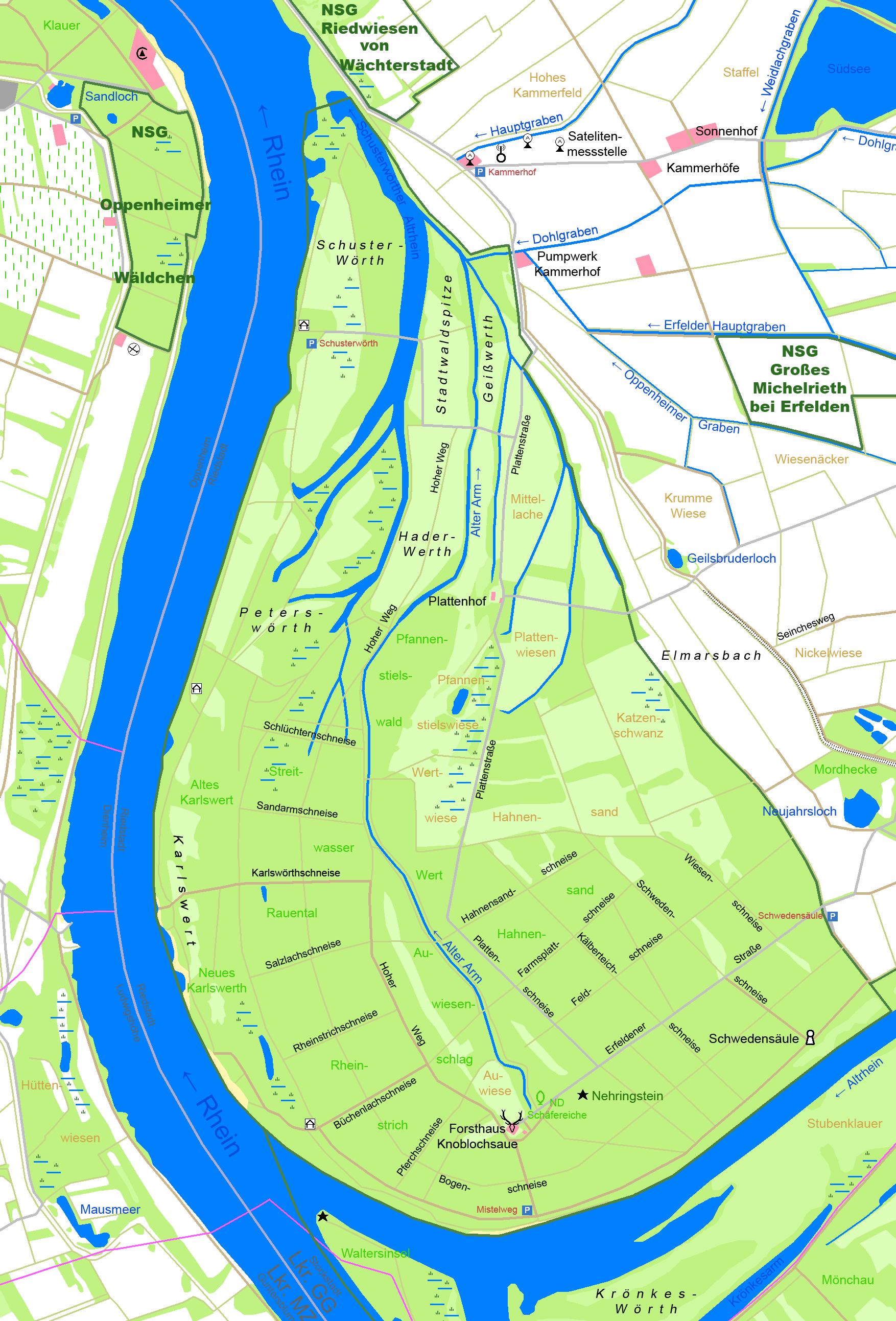
Karte der Knoblochsaue

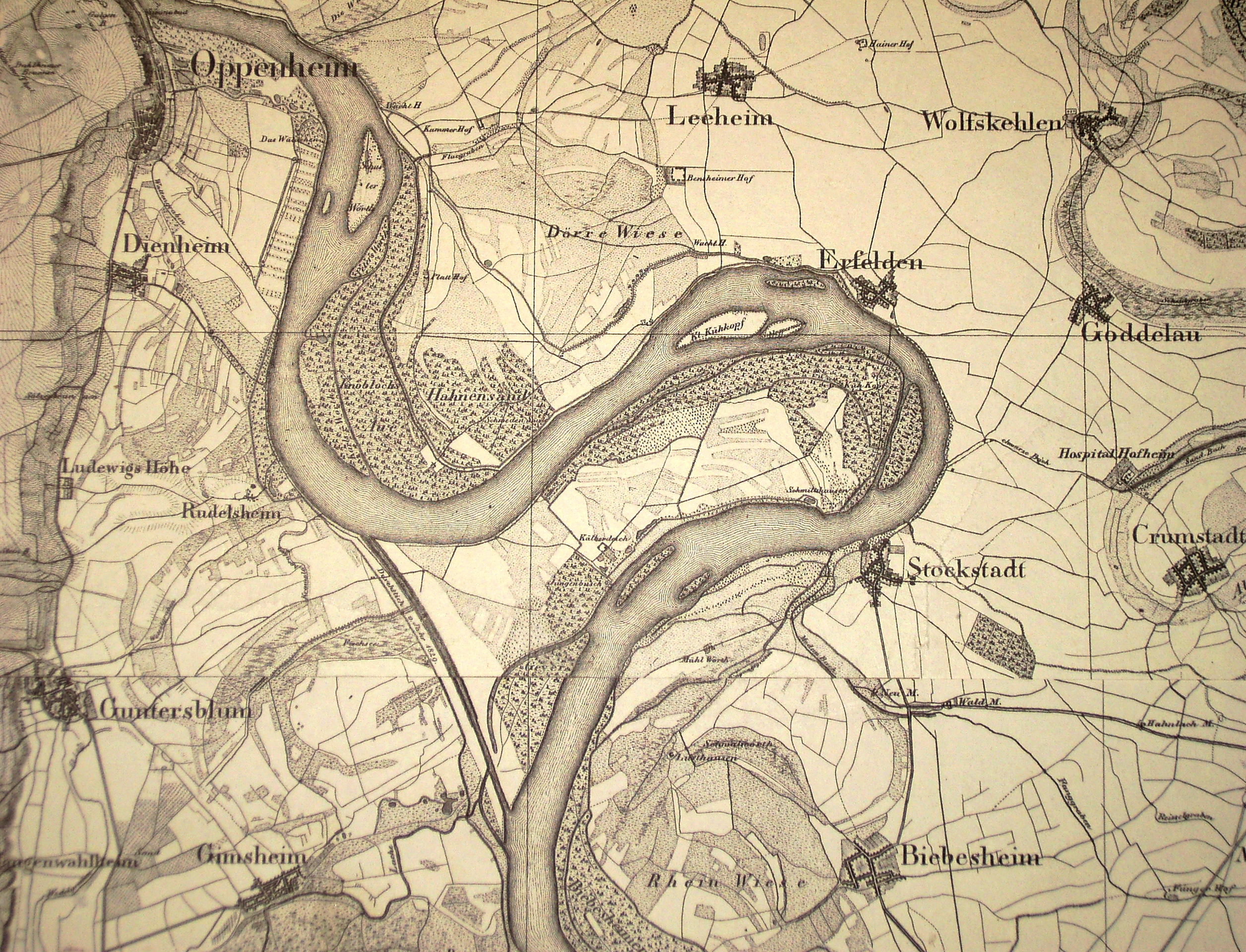
Historische Karte von 1829 mit dem Durchstich der Rheinschleife am Kühkopf

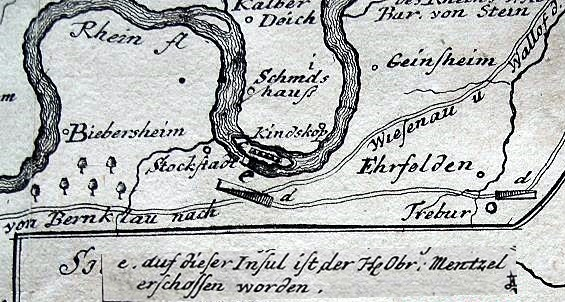
Rheinkartenausschnitt, 1744, mit Anmerkung: „e. auf dieser Insul ist der He. Obr. Mentzel erschossen worden“. Der heutige Kühkopf ist hier noch eine Halbinsel mit vorgelagerter, kleinerer Rheininsel

Das Naturschutzgebiet Kühkopf-Knoblochsaue im Landkreis Groß-Gerau ist das größte Naturschutzgebiet und eines der großen FFH-Gebiete in Hessen. Es ist Teil des Hessischen Rieds zwischen Rhein und Bergstraße. Es ist zugleich als größtes zusammenhängendes Überschwemmungsgebiet entlang des hessischen Rheinufers ausgewiesen und dient so dem Hochwasserschutz.

## Beschreibung / Historie

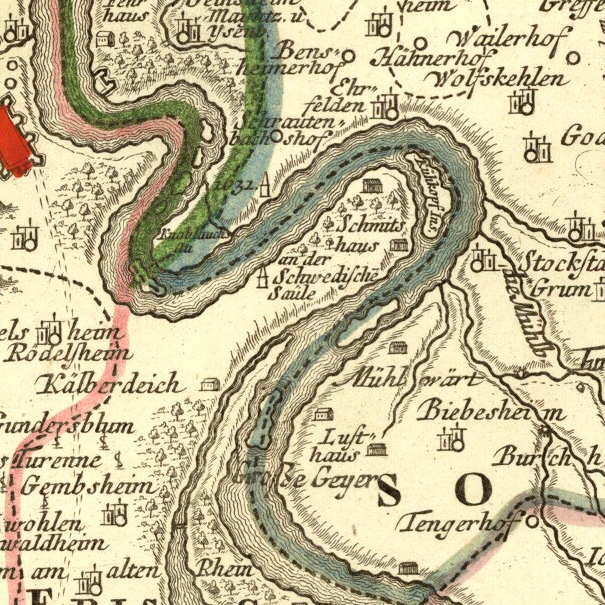
Der Kühkopf vor dem Rhein-Durchstich auf einer Karte aus dem Jahr 1762

Das Gebiet um die Rheinschleife am Kühkopf war bis zum Beginn des 17. Jahrhunderts Jagdgebiet des Adels. Parallel entstanden die ersten Hofgüter. 1617 wurde das Metternich’sche Auhaus gebaut, das die Keimzelle des Kälberteicher Hofs bildete. Aus dem Gemmingen’schen Auhaus entstand das Hofgut Guntershausen. Östlich, südlich und nördlich waren kleinere Rheininseln vorgelagert.
In der Knoblochsaue erinnert die Schwedensäule an den Rheinübergang des Schwedenkönigs Gustav Adolf am 7. September 1631 während des Dreißigjährigen Krieges. Im Österreichischen Erbfolgekrieg sollte von der dem Kühkopf östlich vorgelagerten Rheininsel (Maulbeerinsel) eine Brücke ans westliche Ufer geschlagen werden. Bei einer diesbezüglichen Erkundung zur Wassertiefe wurde hier am 25. Juni 1744 der ungarische Reitergeneral Johann Daniel von Menzel von einem französischen Scharfschützen tödlich getroffen.
Die Landschaft in ihrer heutigen Form entstand, als Teile des 2440 Hektar großen Gebiets bei der Rheinregulierung durch den Großherzoglichen Darmstädter Wasserbaudirektor Claus Kröncke 1828/1829 vom Westufer getrennt wurden (so genannter Rhein-Durchstich). Dadurch wurde der Kühkopf zur Insel, umfasst von dem neuen Hauptstrom und der Schlinge des als Stockstadt-Erfelder Altrhein zum Altrhein-Arm gewordenen alten Flusslauf. Die ehemals östlich vorgelagerte Rheininsel ist nunmehr durch Verlandung mit dem Hauptgebiet verbunden, ebenso wie die ehemaligen Inseln im Norden und Süden. Die Knoblochsaue wurde durch den Durchstich zur Halbinsel.
Bis 1945 gehörte das abgetrennte Gebiet zu den Gemarkungen Guntersblum und Gimbsheim. Zur Bewirtschaftung des Grundbesitzes der Landwirte auf dem Kühkopf wurde ein Fährbetrieb eingerichtet. Da Guntersblum den größeren Anteil am Kühkopf hatte, erhielt es eine Wagenfähre; es war die letzte Gierseilfähre über den Rhein. Gimbsheim unterhielt bei Stromkilometer 470 einen Nachen als Personenfähre zur Bewirtschaftung des auf dem Kühkopf liegenden Geyer.
Die besondere ökologische Bedeutung wurde bereits früh erkannt und das Gebiet am 20. März 1952 unter Naturschutz gestellt. Mittlerweile trägt es das Prädikat „Europareservat“ und ist seit 2008 durch die Fauna-Flora-Habitat-Richtlinie der Europäischen Union als FFH-Gebiet zusätzlich geschützt.
Auf dem Kühkopf wurde bis 1994 Erdöl gefördert. Zur Erinnerung steht am Hofgut Guntershausen noch eine alte Ölförderpumpe, ein sogenannter „Pferdekopf“.

## Natur und Landschaft
Im Schutzgebiet finden sich sowohl Weichholzauen mit den für diese Landschaft charakteristischen knorrigen Kopfweiden und Schwarzpappeln als auch Hartholzauen mit Eichen, Ulmen und Eschen.
Der Obstanbau auf dem Kühkopf hat eine jahrhundertelange Tradition. Im Jahr 1960 wurden 3531 Apfel-, 61 Birnen-, 130 Zwetschgen-, 36 Nuss- und 5 Mirabellenbäume gezählt. Der Charakter einer Streuobstlandschaft ist ein Erhaltungsziel. Im Naturschutzgebiet gibt es noch immer mehr als 2000 Obstbäume und mehr als 30 Apfelsorten. Dem kilometerlangen Weg vom Hofgut Guntershausen zur Rheinfähre nach Guntersblum blieb der Charakter einer Apfelbaumallee erhalten. Die ersten 1500 Meter am Bildungszentrum sind als Apfel-Lehrpfad ausgewiesen.
Die ausgedehnten Sumpfgebiete in der Auenlandschaft mit Gras-, Schilf- und Hartholzgewächsen bieten Rast- und Brutplätze für zahlreiche Vogelarten. Der Dammbruch von April 1983 wurde absichtlich nicht behoben. Die vor Hochwasser nicht mehr geschützte Landwirtschaft wurde aufgegeben und die Flächen einer natürlichen Entwicklung überlassen. Sie sind den regelmäßigen Überflutungen des Rheins ausgesetzt. Allerdings sinkt der Rheinspiegel auch weiterhin bis zu 1 cm pro Jahr, während jedes Hochwasser Schlick ablagert und die Flächen langsam austrocknen.
Symboltier des Kühkopfes ist der Schwarzmilan. Rot- und Schwarzwild, Füchse, Frösche, Erdkröten sind im Schutzgebiet verbreitet.
Im Frühjahr sind weite Teile des Waldbodens von Bärlauch bedeckt.
Im Winter ist die Durchsetzung vieler Bäume in den Randbereichen des Auenwaldes mit Mistelnestern gut zu erkennen.
Das Gebiet ist Teil des Geo-Naturparks Bergstraße-Odenwald. Seit 2004 läuft ein Projekt zur Renaturierung der Stromtalwiesen. Mit Aufgabe der Landwirtschaft 1983 haben sie sich nicht, wie von den Naturschützern erwartet, von selbst wieder angesiedelt; vielmehr wird hier mit der Übertragung reifer Samen der charakteristischen Pflanzen nachgeholfen.

## Infrastruktur, Rad- und Wanderwege
Die Binneninsel Kühkopf kann über die Fußgängerbrücke in Erfelden (Riedstadt) oder über die Brücke in Stockstadt am Rhein erreicht werden. Von dort aus sind auch das Hofgut Guntershausen und das angegliederte Informationszentrum zu erreichen. Von der linksrheinischen Seite aus war die Insel bis 2012 mit der Personenfähre König Gunther von Guntersblum aus zu erreichen. Seit 2013 ist der Fährverkehr eingestellt.
Ein etwa 60 km langes Rad- und Wanderwegenetz mit historischen und naturkundlichen Erklärungstafeln erschließt die Kühkopf-Binneninsel und die Knoblochsaue. Ein Rundweg ist der Schriftstellerin Elisabeth Langgässer gewidmet; in ihrem 1936 erschienenen Roman Gang durch das Ried schildert sie diese Landschaft, die sie aus ihrer Zeit als Lehrerin in Griesheim kannte. Beide Areale verfügen über ein „Forsthaus“; für die Öffentlichkeit bewirtschaftet war nur das auf der Kühkopf-Insel. Die Wirtschaft wurde 2015 dauerhaft geschlossen. 
In der Knoblochsaue bindet das Rad- und Wanderwegenetz auch die angrenzenden Riedlandschaften außerhalb des Naturschutzgebietes bis nach Leeheim und zum Bensheimerhof (historisches Hofgut) ein. Die Grenze befindet sich hinter dem begehbaren Rhein-Winterdeich. Beim Neujahrsloch und den Bruderlöchern (separates Naturschutzgebiet, 16 ha) handelt es sich um Kolken, die Überschwemmungen des Deichs hinterlassen haben. Weitere benachbarte Naturschutzgebiete sind das Michelried und die Riedwiesen von Wächterstadt.

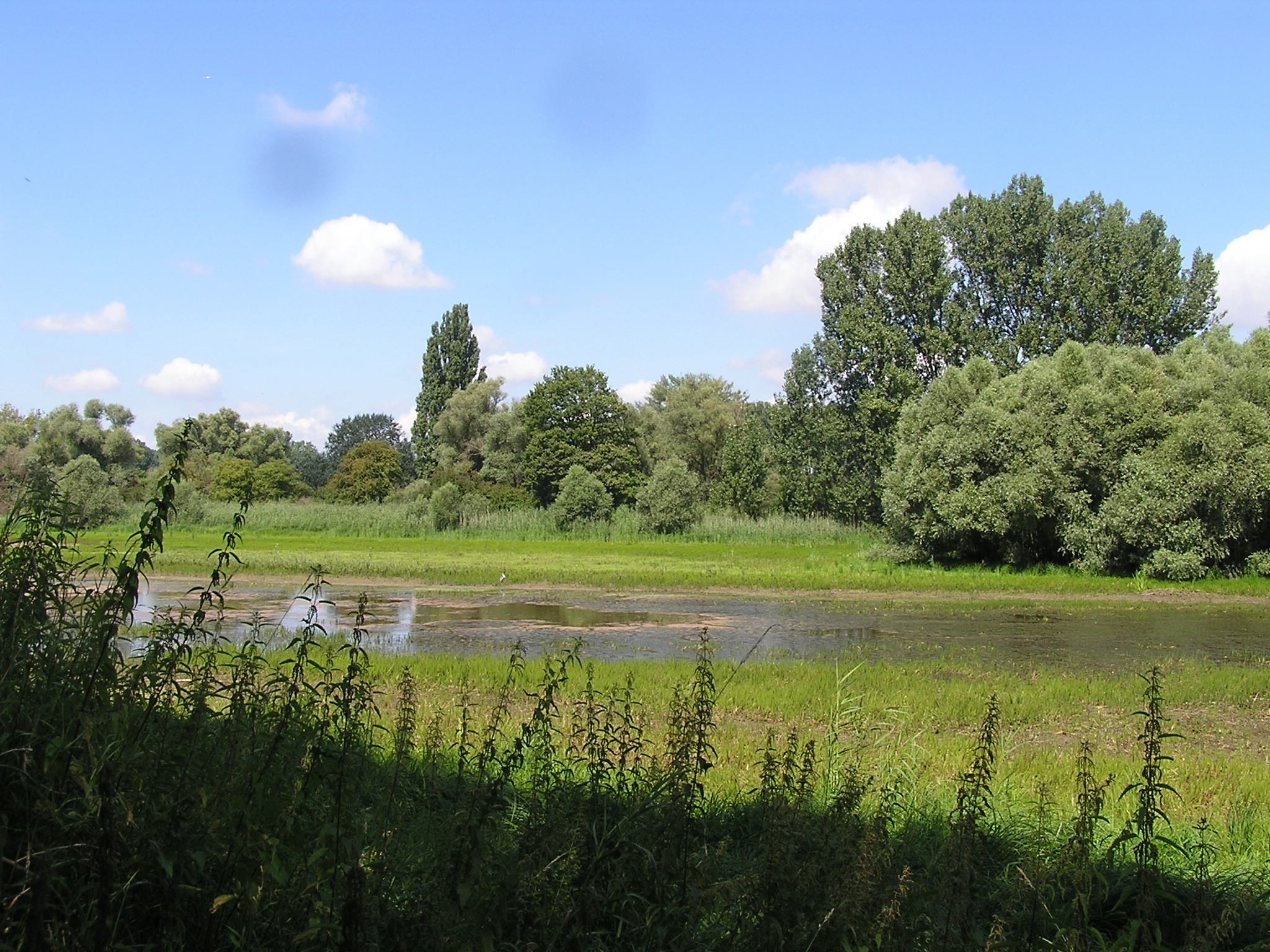
Ein verlandeter Altarm des Rheins
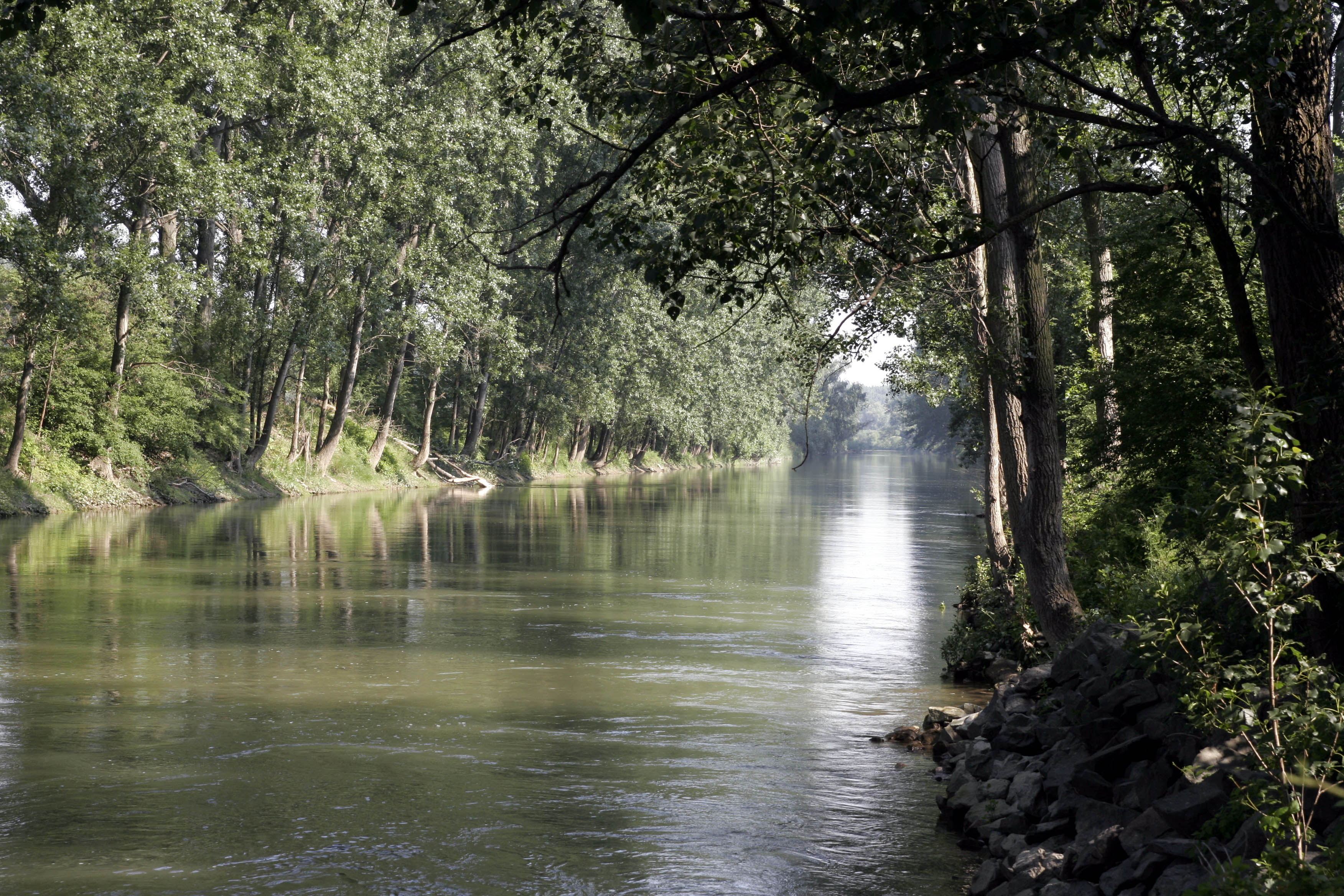
Der Altrhein, unmittelbar hinter dem Abfluss des Rheins (südliche Verbindung mit dem Rhein = Zufluss). Auf der linken Seite liegt der Kühkopf.
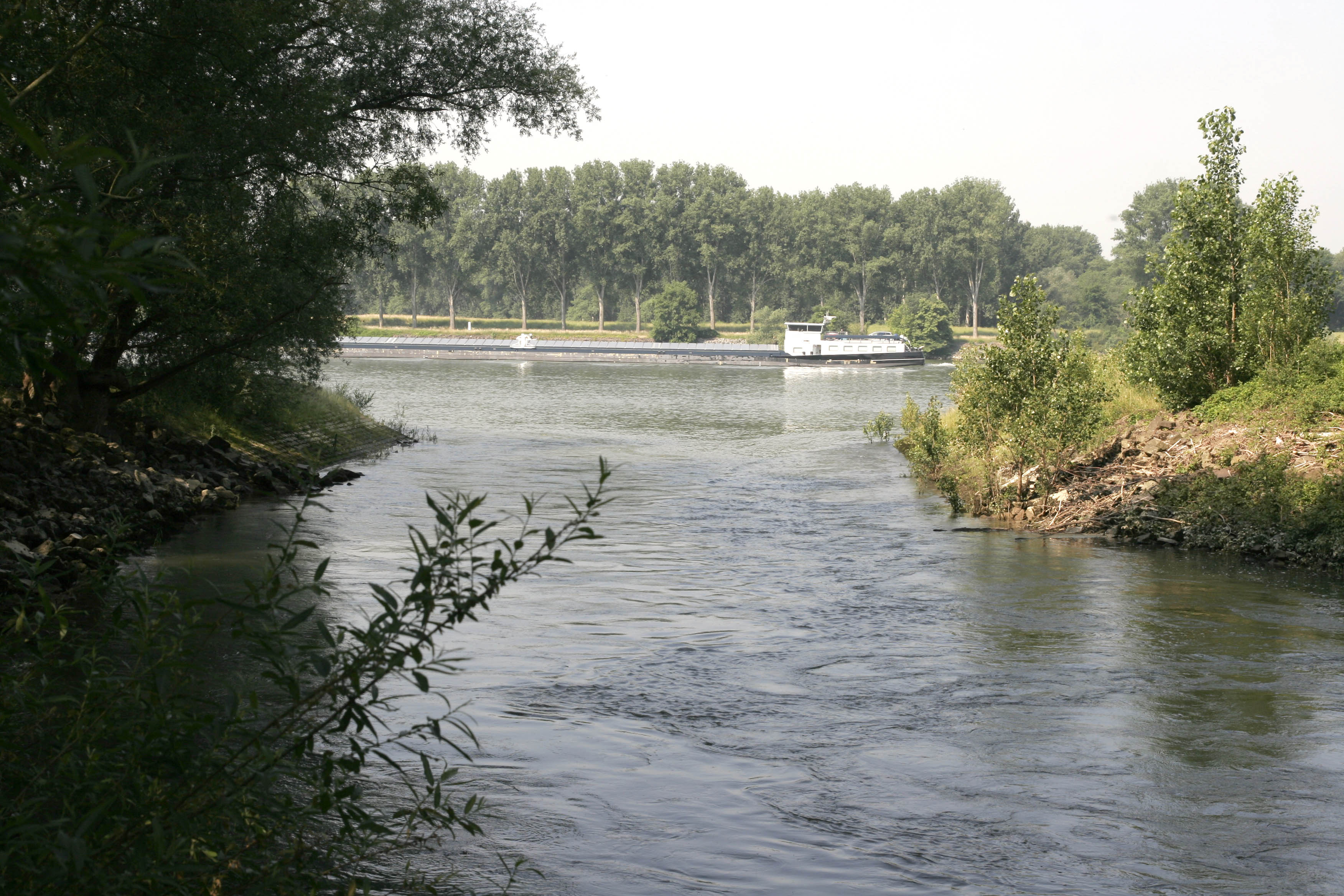
Der Zufluss des Altrheins vom Rhein. Im Hintergrund der Rhein und rechts die Insel Kühkopf
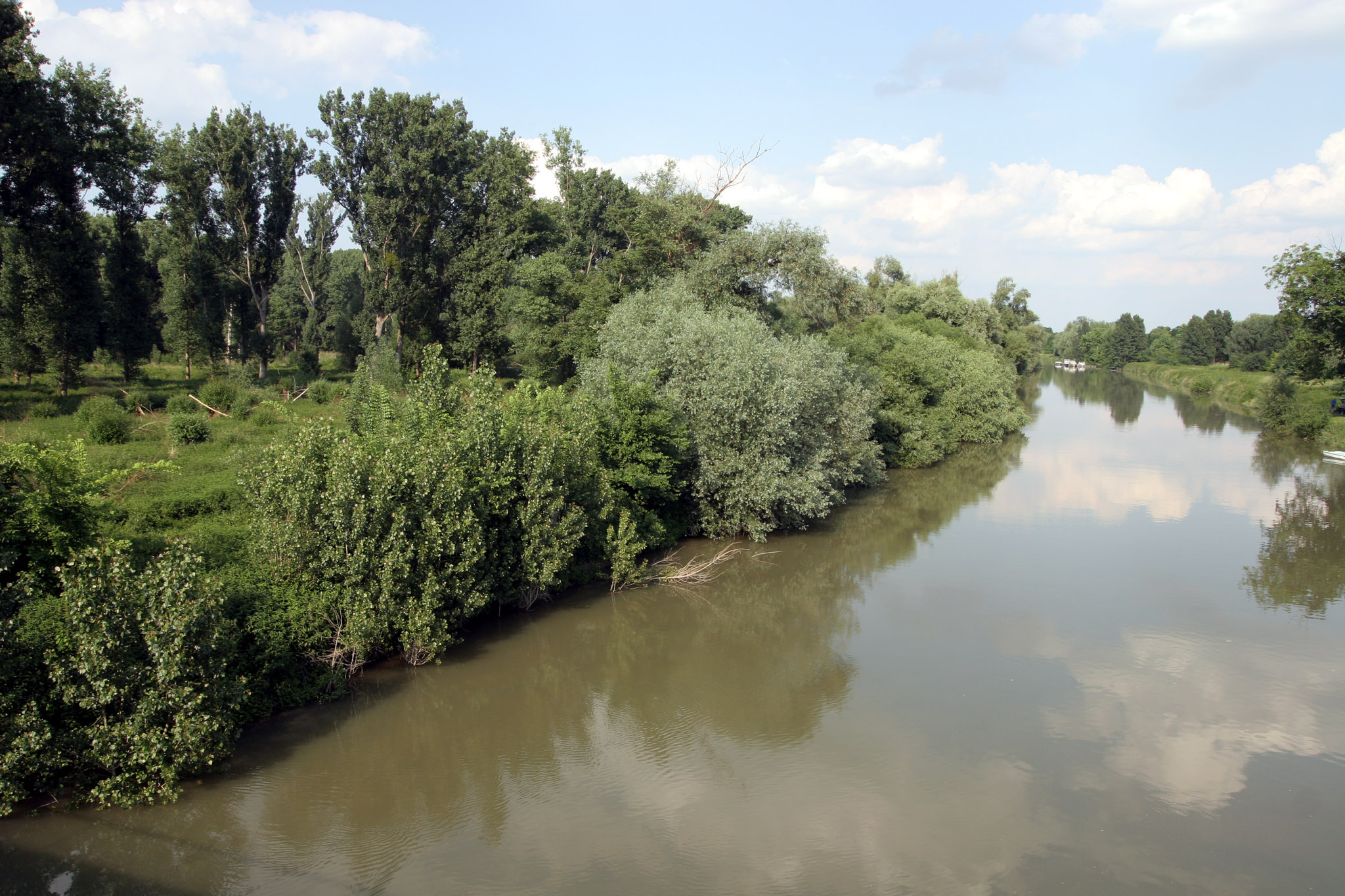
Der Altrhein bei Stockstadt am Rhein. Links vom Fluss das Naturreservat.
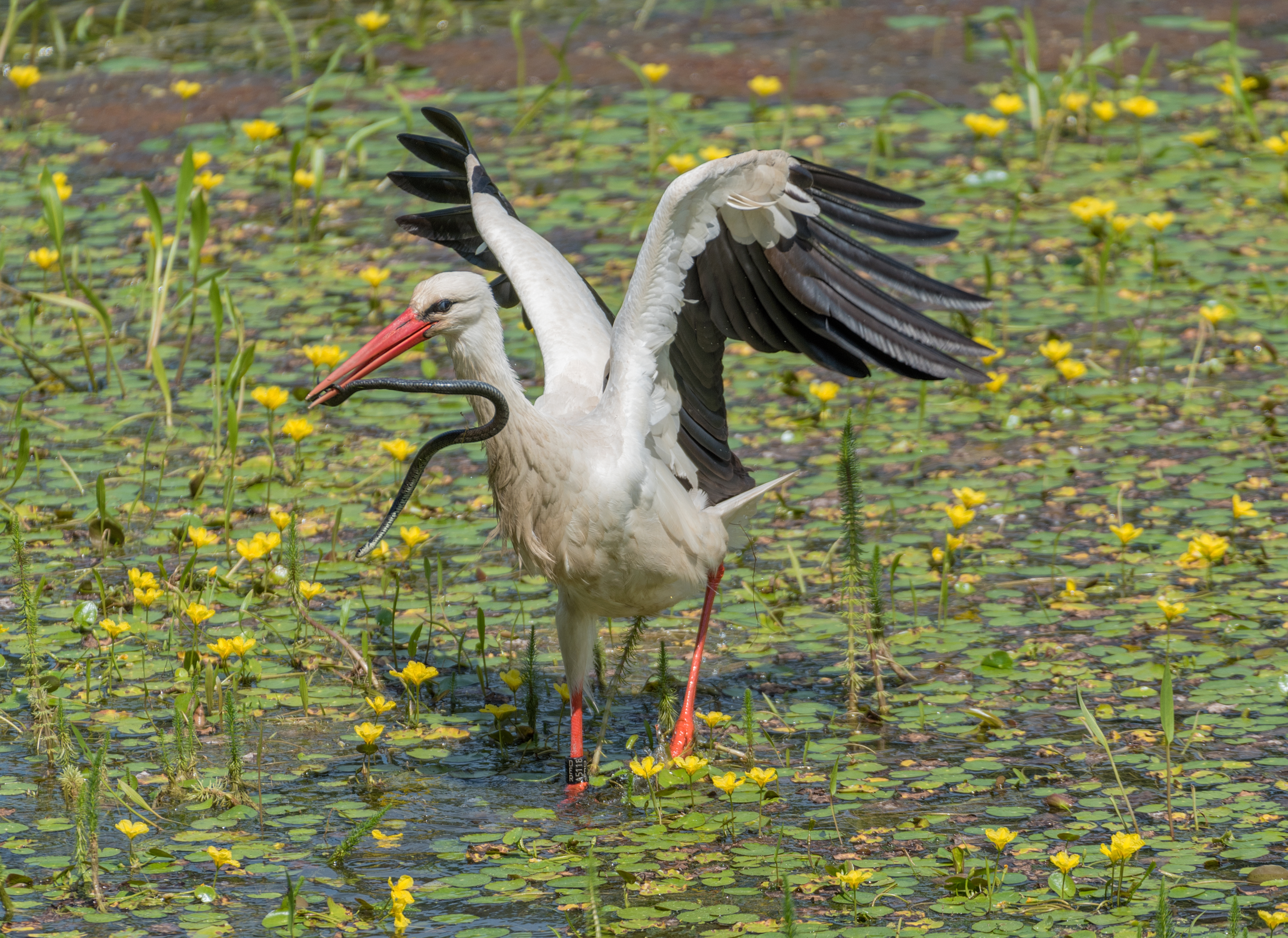
Ein Weißstorch fängt und frisst eine Ringelnatter
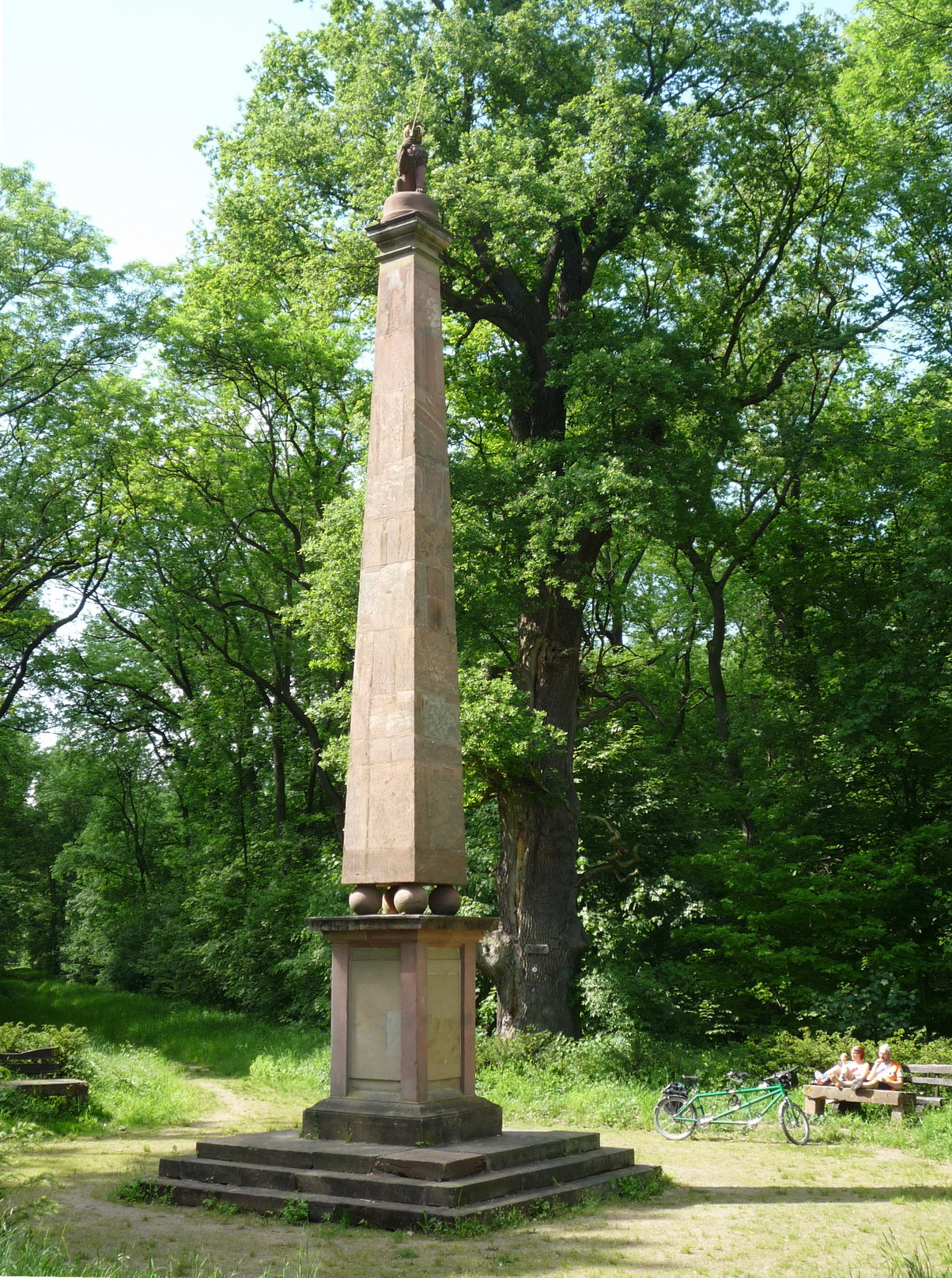
Schwedensäule
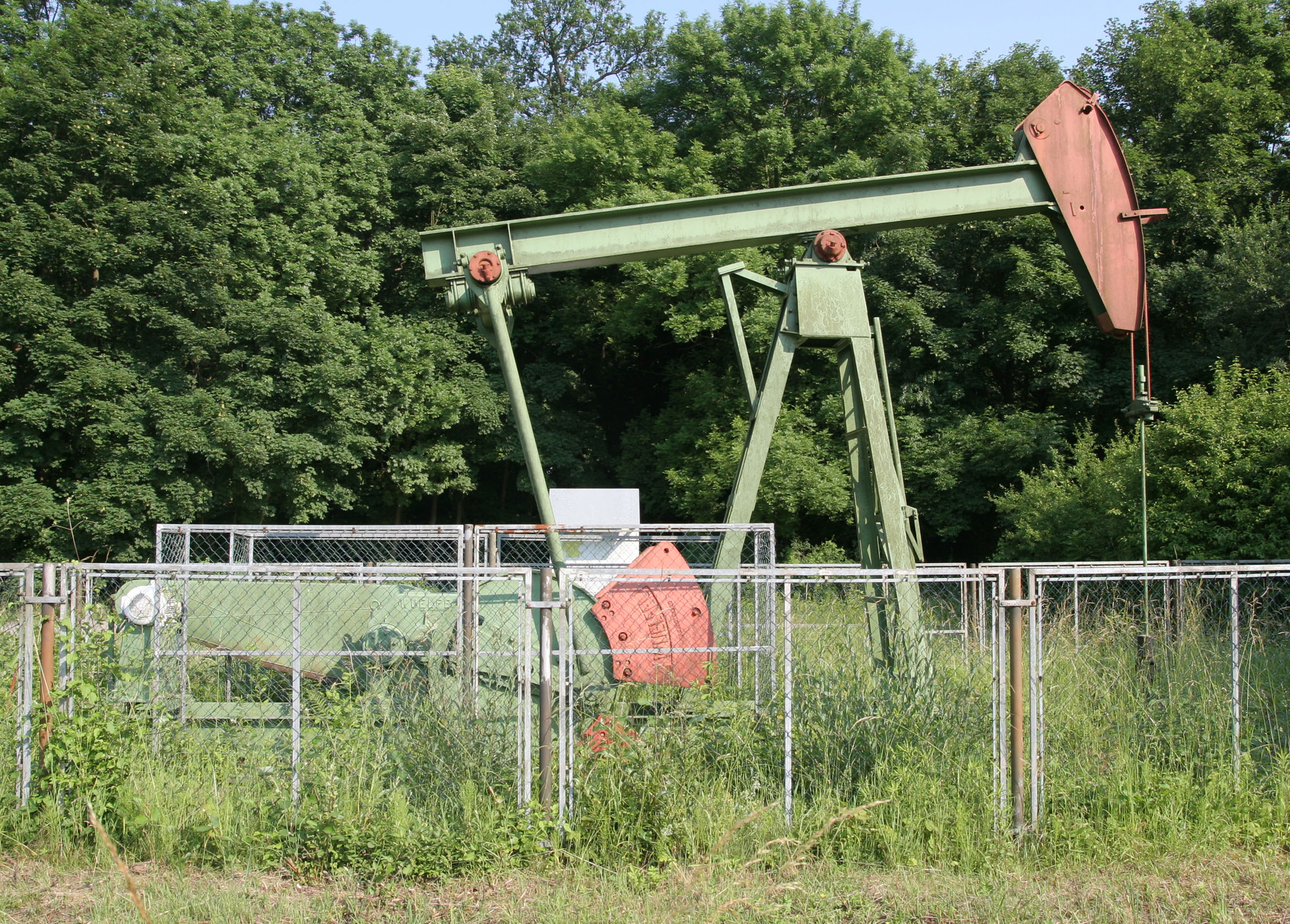
Ölförderpumpe am Hofgut Guntershausen
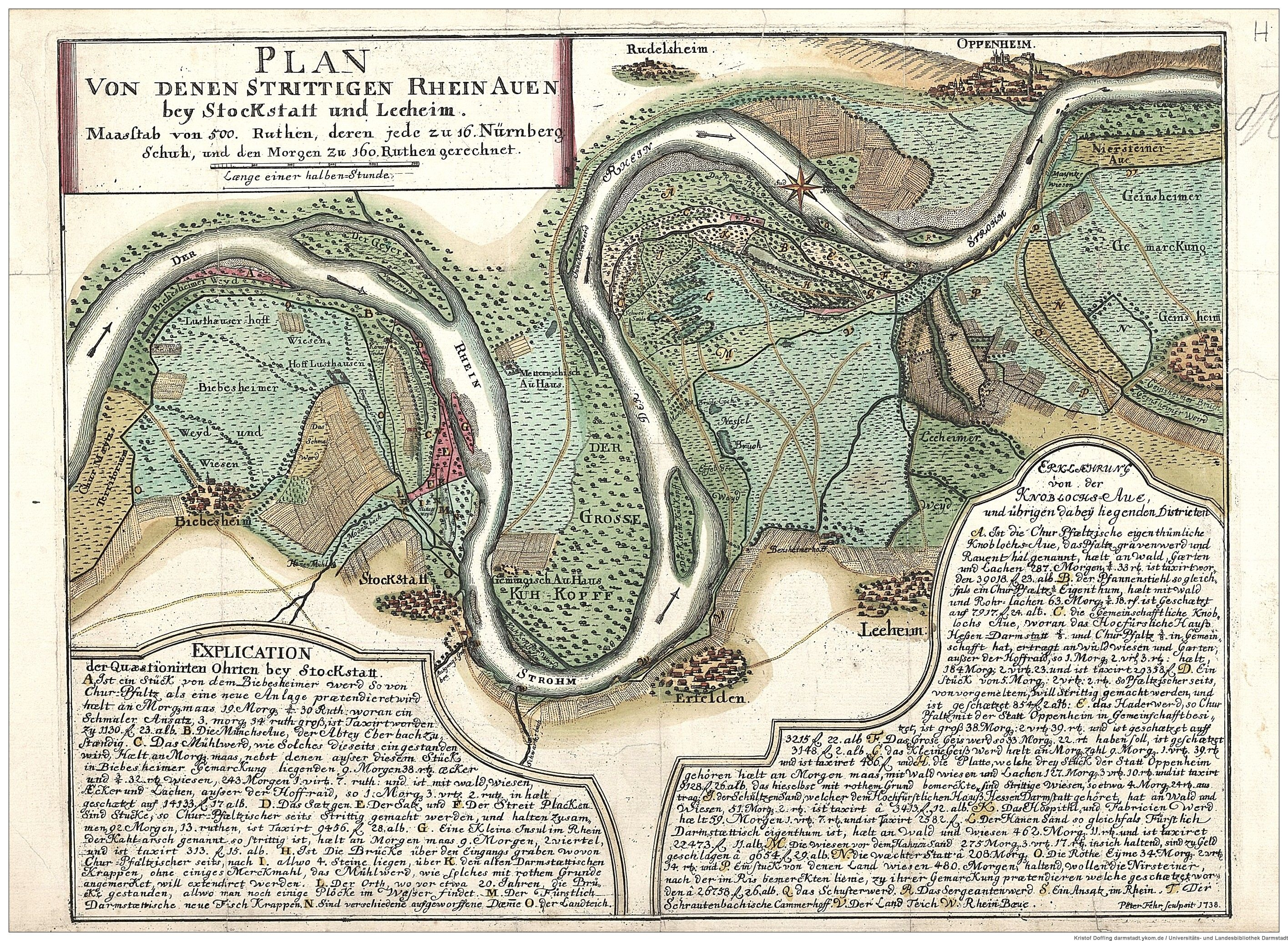
Kühkopf und Knoblochsaue auf einer Karte von 1738